# バントマン
『バントマン』は、2024年10月12日から12月21日まで東海テレビ制作・フジテレビ系列の「土ドラ」枠で放送されたテレビドラマ。主演は鈴木伸之。

## キャスト

### 主要人物
柳澤大翔（やなぎさわ ひろと）〈33〉
演 - 鈴木伸之（幼少期：山田忠輝）
元プロ野球選手。中日ドラゴンズに所属。背番号は23。愛知県出身。野球一筋の人生を送ってきたが、突然戦力外通告される。その後櫻田にスカウトされ、イニングナイングループ社SBO部の社員になる。

### イニングナイングループ社
根鈴華（ねれい はな）〈38〉
演 - 倉科カナ（幼少期：前田花 → 川口秋妃）
総務部の社員だったが、社員の福利厚生のために作られたSBO（シークレット・ベネッフィット・オーガニゼーション）部のヘッドに抜擢される。
藤堂俊介（とうどう しゅんすけ）〈45〉
演 - 平原テツ
SBO部社員。ムードメーカー。
吉岡葉留樹（よしおか はるき）〈25〉
演 - 阿久津仁愛
SBO部社員。一番冷静で年上女性によく可愛がられる。
梶間響子（かじま きょうこ）〈23〉
演 - 石川瑠華
SBO部社員。最年少でデータを重視する。スワローズファン。
末松透子（すえまつ とうこ）〈40〉
演 - 福田ユミ
社長秘書。
櫻田誠一郎（さくらだ せいいちろう）〈65〉
演 - 坂東彌十郎
代表取締役社長。野球オタク。毎年のトライアウトには、必ず顔を出している。

### 中日ドラゴンズ
真鍋義信（まなべ よしのぶ）〈27〉
演 - 和田雅成
元育成契約選手。背番号は219。大翔の後輩。大翔と同じタイミングで戦力外通告を受ける。
七海真矢（ななみ しんや）〈20〉
演 - 生田俊平
新人王を獲得した期待のルーキー。背番号は0。大翔の後輩。

### 周辺人物
柳澤絵里子（やなぎさわ えりこ）〈66〉
演 - 朝加真由美
大翔の母。大翔の一番のファン。喫茶店「東風」を経営している。
柳澤大喜（やなぎさわ だいき）〈66〉
演 - モロ師岡
大翔の父。元高校球児。性格は無口で頑固。
柳澤直斗（やなぎさわ なおと）〈9〉
演 - 小山蒼海
大翔の1人息子。名古屋の少年野球チームに所属。
根鈴霞（ねれい かすみ）〈64〉
演 - 熊谷真実
華の母。華が小学6年の時に夫と離婚してから華を1人で育ててきた。長年洋食屋「かすみ亭」を営んでいたが、コロナ禍により休業している。

### ゲスト

#### 第1話
池前篤郎
演 - 福澤重文（第3話）
大の野球好きで大翔のファン。実は芹澤が社長を務める会社の社員であることが第3話でわかる。
球団本部長、スタッフ
演 - 本郷弦、神原哲
大翔に契約更新できないことを伝える。
記者
演 - 土佐和成
送りバントした大翔にインタビューするスポーツ紙記者。
上田
演 - 川守田政人
総務部の華の上司。
柳澤千尋
演 - うえきみゆ（最終話）
大翔の妻。突然倒れ、そのまま亡くなる。
受付
演 - 濱岡小百合（第7話）
イニングナイングループ社受付。
スタジアムMC
演 - 里中ユウスケ（第4話 - 第6話・第10話・最終話）

実況アナウンサー
声 - 庄野俊哉（東海テレビアナウンサー、第6話・第7話・第10話・最終話）
野球中継の実況アナウンサー。
- 武本健嗣[11]、松林慶知[11]、夏目実幸[11]、行徳麗奈[11]、伊藤大悟（東海テレビアナウンサー）

#### 第2話
新垣裕香（あらがき ゆうか）
演 - ハマカワフミエ
イニングナイングループ社 コーポレート事業部社員。結婚して子どもがいるワーキングマザー。脚本家になる夢を諦めきれず、シナリオコンテストに応募し続けている。
新垣健一
演 - 阿部翔平
裕香の夫。裕香が脚本家を目指すことに理解がなく、仕事を理由に家事育児にもあまり協力的ではない。
社員
演 - 松平春香
イニングナイングループ社 コーポレート事業部社員。
新垣瑠美〈5〉
演 - 本田都々花
裕香と健一の娘。

#### 第3話
宮原昭則
演 - 遠山俊也
奈月の父。しらかば製紙の係長。実は菜月と一緒に推し活している。以前は小さな印刷工場を営んでいたが廃業している。
芹澤
演 - 川﨑麻世
しらかば製紙の得意先の社長。彼が主催する娘・美奈子の誕生日パーティーに宮原昭則が出席することになる。
宮原菜月
演 - 山田愛奈（幼少期：秋山加奈）
イニングナイングループ社 営業企画部の社員。アイドルグループ「KissBee」のファンで推し活している。
藤井
演 - 吉岡睦雄
しらかば製紙の課長。宮原昭則の上司。昭則の推し活を「キモい」とバカにしている。
ファミレス店員
演 - はしもとめい
大翔の怪しい挙動をいぶかしがる店員。
同僚
演 - 西隼人
しらかば製紙の社員。
芹澤美奈子
演 - 伊藤優
芹澤社長の娘。誕生日パーティーでバイオリンを演奏する。
KissBee
演 - 本人
宮原親子が推し活している人気アイドルグループ。

#### 第4話
垣沼望
演 - 吉田健悟
イニングナイングループ社 広報部社員。妻が同期の畑中と浮気していると思っており、離婚を考えている。
垣沼百合亜
演 - 南部麻衣
望の妻。イニングナイングループ社 広報部社員。
畑中宗成
演 - 入江甚儀
垣沼夫妻と同期入社の宣伝部社員。夫妻と仲が良く、結婚のお祝いもしている。
職員
演 - 浦井のりひろ（男性ブランコ）
洸東区役所戸籍住民課職員。
南
演 - 竹井洋介
イニングナイングループ社 広報部社員。広報部ボウリング大会で開会の挨拶をする。
インタビュアー
演 - キャサリン・L
垣沼百合亜の取材をするインタビュアー。
社員
演 - 五十嵐山人、岩永光佑
イニングナイングループ社 広報部社員。ボウリング大会で垣沼夫妻の噂話をする。

#### 第6話
北村将〈45〉
演 - 宮下貴浩（第8話）
閑職に追いやられているイニングナイングループ社 お客さまサポート部社員。優秀で入社1年目で経営戦略室に配属されたが、5年前から総務部、今年に入って現在の部署に異動している。早期退職を考えている。
友田
演 - 國分亜沙妃
お客さまサポート部社員。北村の同僚。
社員
演 - 小西貴大、須賀田敬右
イニングナイングループ社の社員。
男性
演 - 赤松新
大翔らが参加する子ども野球教室のスタッフ。
上司
演 - 潟山セイキ
北村の上司。
峰竜太
演 - 本人（特別出演）
テレビ番組「ドラHOT+」のMC。
山本昌
演 - 本人（特別出演）
野球解説者。「ドラHOT+」の出演者。
篠田愛純
演 - 本人（東海テレビアナウンサー）
「ドラHOT+」のMC。

#### 第7話
藤堂絢音
演 - 住田萌乃（第6話、幼少期：長谷川澪）
俊介の中学生の娘。両親が離婚してから母親と暮らしている。ある日突然、父の職場を訪ねてくる。
杉田睦実
演 - 永瀬未留
イニングナイングループ社 営業部の派遣社員。社員に名前を覚えてもらっていないが、間違った名前で呼ばれても訂正せずに返事をする。
伊吹
演 - 岩戸秀年
弁護士。藤堂の離婚した元妻と近々再婚する予定。
社員
演 - 神田聖司
イニングナイングループ社 営業部社員。杉田のことを間違って杉谷と呼ぶ。

#### 第8話
田中柊人〈23〉
演 - きづき
梶間響子をストーキングしている人物。実はイニングナイングループ社経営戦略室の社員。
芋川出
演 - 岡田圭右（ますだおかだ、第9話）
梶間の師匠。ネットに「全高校野球の歩くスコアブック ポテトリバー」というサイトを開設している。

#### 第9話
茂上次晴（もがみ つぎはる）〈65〉
演 - 佐野史郎
櫻田社長の知人の紹介で、1年前から社長の運転手をしている。優秀だが、この1ヶ月で2度事故を起こしており、秘書の末松は体調不良を疑っている。櫻田社長と同い年で、当時野球の強かった千葉海ヶ丘高校出身。
医師
演 - 中野剛
大翔たちが目の検査にかかる「徳丸村中眼科」の医師。茂上に緑内障だと告げる。
店員
演 - 市原茉莉
茂上が弁当を買う弁当屋「まごころ大高」店員。

#### 第10話
相島幸平
演 - 山崎樹範
柳澤直斗が所属する少年野球チームの監督。
住吉
演 - 坂本文子
少年野球チームのメンバーの保護者。大翔のファン。練習を見に来た大翔に「子どもたちに野球を教えて欲しい」と頼む。
少年
演 - 吉浦凜星、横井仁
大翔に握手を求める少年たち。

#### 最終話
佐々木健吾
演 - おいでやす小田
中日ドラゴンズ 広報職員。
記者
演 - 中川晴樹、辻本みず希
新球団「イニング9バスターズ」の監督就任会見に集まった記者たち。華に厳しい質問をする。

## スタッフ
- 企画 - 市野直親（東海テレビ）
- 脚本 - 矢島弘一、富安美尋
- 演出 - 千葉行利、丸谷俊平
- 音楽 - 斎木達彦
- 主題歌 - 鈴木伸之「生涯HERO」（Sony Music Labels）[46]
- OP曲 - WOLF HOWL HARMONY「ROLLIN’ STONES」（rhythm zone）[47]
- プロデューサー - 遠山圭介（東海テレビ）、馬場三輝（ケイファクトリー）
- 制作協力 -  ケイファクトリー
- 制作 - 東海テレビ、FOD

## 放送日程
| 話数   | 放送日   | サブタイトル                                                           | サブタイトル               | 脚本     | 演出     |
| 話数   | 放送日   | 地上波                                                                 | 配信                       | 脚本     | 演出     |
| ------ | -------- | ---------------------------------------------------------------------- | -------------------------- | -------- | -------- |
| 第1話  | 10月12日 | 戦力外元ドラゴンズの強打者 復活のカギはバント⁉ 魂揺さぶるヒーロー      | フルスイングこそふさわしい | 矢島弘一 | 千葉行利 |
| 第2話  | 10月19日 | 初バント 夢追う母親に打席回せ 試される真の犠牲心とヒーローの熱き想い   | 打席に立て!!               | 矢島弘一 | 千葉行利 |
| 第3話  | 10月26日 | いつまで会社の犠牲になるの? 父娘の絆を取り戻せ!! 推し活の先にある愛    | 僕の推しの選手             | 矢島弘一 | 千葉行利 |
| 第4話  | 11月02日 | 職場結婚の悲しい末路 妻の本音と夫の嫉妬!? 今夜もヒーローが喝           | レギュラーを守るには       | 矢島弘一 | 丸谷俊平 |
| 第5話  | 11月09日 | 母のため犠牲を選ぶ娘の苦悩… ベテラン投手の攻略は情熱で心揺さぶれ!!     | ヘッドの苦悩               | 矢島弘一 | 丸谷俊平 |
| 第6話  | 11月17日 | 人生の逆転ホームランとは!? 夢をあきらめた後輩へ 涙のチャンステーマ     | ヒーローからの応援歌       | 矢島弘一 | 丸谷俊平 |
| 第7話  | 11月23日 | 空振りで緊張をほぐすセンス!? 笑顔でチーム鼓舞する 父が届ける娘への愛   | 退場宣告の本当の意味       | 富安美尋 | 千葉行利 |
| 第8話  | 12月01日 | 同僚をストーカーから救う? スコアラーへの感謝とスコアブックの意義       | 刻め！！スコアブック       | 富安美尋 | 丸谷俊平 |
| 第9話  | 12月07日 | 長年続く友情と仕事の引き際…往生際の悪い打球とは 送る側の固い決意！！   | 引退のタイミング           | 矢島弘一 | 千葉行利 |
| 第10話 | 12月14日 | 父VS息子 真剣勝負の野球対決！！ 受け継がれる熱い魂と心のキャッチボール | 父子の野球対決             | 矢島弘一 | 丸谷俊平 |
| 最終話 | 12月21日 | 引退？ヒーローまさかの選択 スランプ脱出に必要な四番打者の強い覚悟      | 四番打者の覚悟             | 矢島弘一 | 千葉行利 |

- 第6話は『土曜プレミアム 映画踊る大捜査線 THE FINAL 新たなる希望』（21時 - 23時35分）の放送に伴い25分繰り下げられ、翌0時05分 - 1時00分に放送された。
- 第8話は『土曜プレミアム 映画アラジン 』（21時 - 23時30分）の放送に伴い20分繰り下げられ、翌0時00分 - 0時55分に放送された。